# Heteropterys siderosa
Heteropterys siderosa är en tvåhjärtbladig växtart som beskrevs av José Cuatrecasas. Heteropterys siderosa ingår i släktet Heteropterys och familjen Malpighiaceae. Inga underarter finns listade i Catalogue of Life.